# Last Error (informática)
Last Error en computación, específicamente en el campo de la programación en Windows se conoce como Last Error al último error sucedido al utilizar una de las API de Windows. Los códigos de error son particulares de cada Thread que esté en ejecución.
Cuando una Api falla, es muy común que devuelva los valores NULL o –1. Además puede registrar el error para ser identificado por el programa que la utiliza. Este se obtiene haciendo una llamada a la API GetLastError, la cual devuelve el código de error. Otra forma es usando directamente el TIB, aunque este método puede ser engorroso o incluso imposible en algunos lenguajes de alto nivel.
Una función propia o de un programa por defecto de Windows puede hacer uso de la Api SetLastError para informar que error ha ocurrido o en el caso de no haber error puede usarse para poner en cero el último error ocurrido. Una vez hecho esto, el error de la función anteriormente utilizada no se podrá determinar.
Estos errores son enteros de 32 bits. Si se quiere usar SetLastError para "nuevos" errores propios de la aplicación se debe de activar el bit 29 ya que el sistema no usa errores con ese bit activado.

## En DELPHI
```
function
 
MuestraError
(
error
:
 
DWORD
)
:
 
String
;

var

  
pString
:
 
array
[
0
..
MAX_PATH
]
 
of
 
char
;

begin

  
FormatMessage
(
FORMAT_MESSAGE_FROM_SYSTEM
,
 
Nil
,
 
error
,
 
0
,
 
pString
,
 
MAX_PATH
,
 
Nil
)
;

  
Result
 
:=
 
pString
;

end
;

```